# Felona e Sorona
Felona e Sorona ist ein Studioalbum der italienischen Progressive-Rock-Band Le Orme. Es erschien im Jahr 1973 bei Philips.

## Entstehung und Veröffentlichung
Die Aufnahmen wurden im Februar 1973 in Mailand fertiggestellt und das Album im selben Jahr veröffentlicht. Es erschien auch eine Version mit englischen Texten von Peter Hammill als Felona & Sorona bei Charisma Records. Eine Neuauflage von 2011 enthält beide Versionen auf Doppel-LP oder -CD.

## Titelliste

### Seite 1
1. Sospesi nell’incredibile – 8:43
2. Felona – 1:59
3. La solitudine di chi protegge il mondo – 1:58
4. L’equilibrio – 3:48

### Seite 2
1. Sorona – 2:28
2. Attesa inerte – 3:25
3. Ritratto di un mattino – 3:29
4. All’infuori del tempo – 4:09
5. Ritorno al nulla – 3:39

## Stil
Die Liedtexte des Konzeptalbums handeln von den vollständig in Licht bzw. Dunkelheit gehüllten, gegensätzlichen Planeten Felona und Sorona sowie deren Bewohnern. Le Orme spielen auf Felona e Sorona zurückhaltenden aber atmosphärischen und symphonischen Progressive Rock mit Einflüssen aus Italopop und Folk. Synthesizer, Mellotron, Klavier und Orgel stehen im Vordergrund. Gelegentlich werden akustische Gitarren verwendet, jedoch keine elektrischen Gitarren. Komplexe, dramatische und ruhige Passagen wechseln sich ab. Der Gesang ist harmonisch, Robert Taylor von Allmusic vergleicht Tagliapietras Stimme mit der von Sting.

## Rezeption
Felona e Sorona gilt als wichtigstes Werk der Band und als Klassiker des italienischen Progressive Rock.

„Wie es sich für ein Konzeptalbum gehört, gehen die Titel nahtlos ineinander über und es entsteht schon beim ersten Hördurchgang der Eindruck, dass hier ein atmosphärisch dichtes Werk vorliegt, auf dem sich eine Perle an die andere reiht. Dabei ist Le Orme eine perfekte Verquickung aus symphonischer Eleganz, mediterraner Leichtigkeit und komplexem Bombast gelungen. Mit einer traumwandlerischen Sicherheit wird zwischen den verschiedensten Stimmungen gewechselt.“

Das Musikmagazin eclipsed nahm Felona e Sorona in seine Liste der 150 wichtigsten Prog-Alben auf.